# Nestares
Nestares è un comune spagnolo di 76 abitanti situato nella comunità autonoma di La Rioja.